# 池尻泰顔
池尻 泰顔（いけじり たいがん、1946年 - ）は、東京世田谷区奥沢出身の右翼活動家である。

## 来歴
日本大学鶴ヶ丘高等学校在学時に、60年安保闘争で社会党の浅沼稲次郎を刺殺した山口二矢に憧れ、田園調布の防共挺身隊の福田一門に入門、右翼運動のいろはを学ぶ。
1966年日本大学農獣医学部に入学、右翼学生を組織し桜友会を結成、学内の極左、日共勢力に攻撃を加え全共闘に潜り込み極左の内ゲバを煽動し日大闘争分断活動を行った。駒澤大学では全共闘のバリケード封鎖を実力で破壊、極左勢力を学外追放した。日大桜友会の学生を中心に防共挺身隊青年行動隊の安藤忠男、桶忠等と軍国主義学生同盟を結成し反共武装闘争を叫び街宣車で連日のように極左集団に突撃を加えた、羽田、成田、王子等極左の出没する所には必ず軍学同の黒旗とナチスのハーケンクロイツ旗が翻った。
1967年の浦和日教組大会では機動隊と乱闘全員が凶器準備集合罪、傷害、暴行、公務執行妨害罪で現行犯逮捕されるという事件を起こした。福田進の社会不在中のこの事件で軍学同のハネアガリに陣営内部からの批判の声も挙がりまた麦田グループとの内部抗争もあって一時解散の憂き目に会う。
福田進社会復帰後防共の分裂で菊守青年同盟が出来、安藤グループが防共に復帰主流派となった。池尻は隊に復帰する事は無かったが安藤グループと合流し防共の専属広告代理店、万和エージェンシーを設立、横浜中華街、日本カーフェリー、サラ金の武富士などから資金援助を受けていた。
北方領土のテレビコマーシャルを群馬テレビで放映、朝日新聞社襲撃、群馬テレビ局を包囲する等大事件に発展、群馬テレビの社長はブラジルに逃亡した。そのほかにも企業関連事件で東京製鐵の公害垂れ流し事件、米軍払い下げの上陸用舟艇で北方領土の貝殻島上陸計画などを企画した。
防共の内紛で安藤一派が除名された後、元国粋会の会長で当時蒼龍会の森田政治会長の肝いりで亜細亜義塾を結成。その後大日本誠流社、大日本皇道社等の設立に関与している。1988年中国の李鵬が来日した際、当時の竹下首相と李を新橋演舞場で西蔵独立義勇軍を名乗り仲間15名で襲撃未遂事件を起こしている。
その後は靖国神社の中曽根生首事件、谷中の全生庵中曽根襲撃未遂など、地道に活動していた。
1992年ごろから台湾洪門会と横浜中華街の華僑の関係で中国上海に渡り南京空軍の直轄企業、天鴎集団と合弁上海国際射撃倶楽部を開設したがわずか1年で北京中央政府の圧力により閉鎖された。
帰国後はサラ金の武富士で会長の武井保雄の側にいたが、現在は万和エージェンシーも解散、公安当局も行動を把握しておらず消息は行方知らずとなっているとの噂であったが、最近では、玄洋社初代社主平岡浩太郎直系の曾孫で、黒龍会の創始者内田良平の血縁者でもある田中健之に対して黒龍会再興を勧め、田中健之と共に黒龍会再興委員としてその名を連ねている。

## 先祖
先祖は、真木保臣とともに天王山で殉難した久留米勤皇党の志士、池尻茂四郎であり、親戚には、玄洋社の内田良平が創立した黒龍会の会員がいた。

## 著書
- 「右翼という生き方」（田口宏睦著・池尻泰顔監修、大洋図書 その他）